# Helga Kreft
Helga Kreft (* 6. April 1942 in Kyritz) ist eine ehemalige Politikerin (CDU) und Staatssekretärin im Ministerium für Familie und Frauen der DDR in der Regierung de Maizière.

## Leben
Nach dem Abitur an der Oberschule im Jahr 1960 begann Helga Kreft eine Facharbeiterausbildung im Chemiefaserwerk Premnitz, bevor sie 1962 ein Chemiestudium an der Universität Rostock aufnahm. Nach dem Abschluss als Diplom-Chemikerin übernahm bis 1975 die Abteilungsleitung der wissenschaftlich-technischen Information im Bereich Forschung des Chemiefaserwerkes Premnitz. Parallel dazu absolvierte Kreft von 1968 bis 1970 ein postgraduales Studium im Fachgebiet Informationstechnik an der TH Ilmenau. Anschließend belegte sie 1971 einen Lehrgang in EDV-Organisationstechnik beim Kombinat Robotron in Leipzig.
Von 1976 bis 1977 arbeitet Kreft im Wirtschaftsrat in Neustrelitz im Bereich EDV/Information-Dokumentation. Danach wechselte sie als wissenschaftliche Assistentin zum Bezirkshygieneinstitut Neustrelitz. Bei der medizinischen Akademie für Fortbildung absolviert Kreft zwischen 1982 und 1986 ein weiteres Postgradualstudium mit dem Abschluss als Fachchemikerin im medizinischen Dienst (Bereich Lebensmittelhygiene). Zwischen 1987 und 1990 arbeitete sie als Bereichsleiterin in der Kreishygieneinspektion Berlin-Marzahn.
In den 1970er Jahren begann Kreft sich in der Kirche zu engagieren. Im Jahr 1978 wurde sie in den Kirchengemeinderat in Neustrelitz gewählt, zwei Jahre später in den Kirchenkreisrat. Schon 1967 trat sie in die CDU ein und war von 1980 bis 1987 Kreisvorsitzende im Kreis Neustrelitz. Zwischen 1982 und 1989 war sie außerdem Mitglied des Hauptvorstandes der CDU.
Im Mai 1990 berief sie der neue DDR-Ministerpräsident Lothar de Maizière zur Staatssekretärin in das Ministerium für Familie und Frauen. Nach der Vereinigung übernahm man sie in das Bundesministerium für Familie und Senioren, wo sie zunächst als Unterabteilungsleiterin für Grundsatzfragen der Familienpolitik zuständig war und später als Leiterin des Referats „Menschen mit Behinderungen“ fungierte.